# Ksar Kaddour
Ksar Kaddour là một đô thị thuộc tỉnh Adrar, Algérie. Dân số thời điểm năm 2002 là 3.5 người.